# Nesphostylis lanceolata
Nesphostylis lanceolata är en ärtväxtart som först beskrevs av John Gilbert Baker, och fick sitt nu gällande namn av Hiroyoshi Ohashi och Yoichi Tateishi. Nesphostylis lanceolata ingår i släktet Nesphostylis och familjen ärtväxter. Inga underarter finns listade i Catalogue of Life.